# Ludwig Arntz
Robert Ludwig Arntz (* 19. Juli 1855 in Köln; † 5. Mai 1941 ebenda) war ein deutscher Architekt, Denkmalpfleger und Dombaumeister.

## Leben
Nach einem Praktikum im Jahre 1873 bei Hermann Otto Pflaume studierte Ludwig Arntz von 1874 bis 1878 als Schüler von Conrad Wilhelm Hase an der Polytechnischen Schule Hannover Architektur. Nach seinem Studium absolvierte er ein Referendariat als preußischer Regierungsbauführer und war dabei zwischen 1880 und 1883 in Brandenburg und Kiel tätig. 1883 folgte ein weiterführendes Studium bei Friedrich von Schmidt in Wien, wo er zur selben Zeit bereits in der Dombauhütte des Stephansdoms tätig war. 1885 bis 1886 war Arntz erneut in Berlin tätig, und zwar als Regierungsbaumeister (Assessor in der staatlichen Bauverwaltung). 1895 wurde Arntz Dombaumeister am Straßburger Münster, wo er bis 1902 blieb. Nach seiner Entlassung ging er zurück ins Rheinland und arbeitete dann, erst in Bonn, später in Köln, bis zu seinem Tode als freier Architekt.
Arntz war seit 1897 mit Maria Friederike Albrecht verheiratet. Er verstarb im Alter von 85 Jahren an Arteriosklerose in seiner Wohnung in Köln-Marienburg.

## Werk
Arntz beschäftigte sich hauptsächlich mit Sakralarchitektur und war vor allem mit der Restaurierung von Kirchenbauten befasst. Daneben schuf er auch einige profane Wohnhäuser, meist im Rheinland. Ein bekanntes Beispiel ist die 1925 erbaute Doppelvilla der Brüder Karl und Leopold Bleibtreu im heutigen Bonner Ortsteil Oberkassel, von der eine Hälfte (Basaltstraße 18) erhalten ist.
Neubau von Sakralbauten
- 1909–1911: Kirche St. Jakobus der Ältere in Lichtringhausen

Restaurierungen von Sakralbauten
- 1885–1887: Evangelische Kilianskirche in Heilbronn
- 1892–1894: Katholische Matthiaskapelle in Kobern-Gondorf
- 1898: Katholische Kirche St. Johannes Baptist in Nideggen
- 1895–1902: Straßburger Münster in Straßburg
- 1904–1907: Katholische Minoritenkirche in Köln
- 1905–1907: Katholische Kirche Klein St. Arnold in Arnoldsweiler
- 1905–1907: Katholische Kirche St. Nicolai in Kalkar[2]

Restaurierungen von Burgen
- 1900–1904: Burg Eyneburg, in Hergenrath (Belgien)

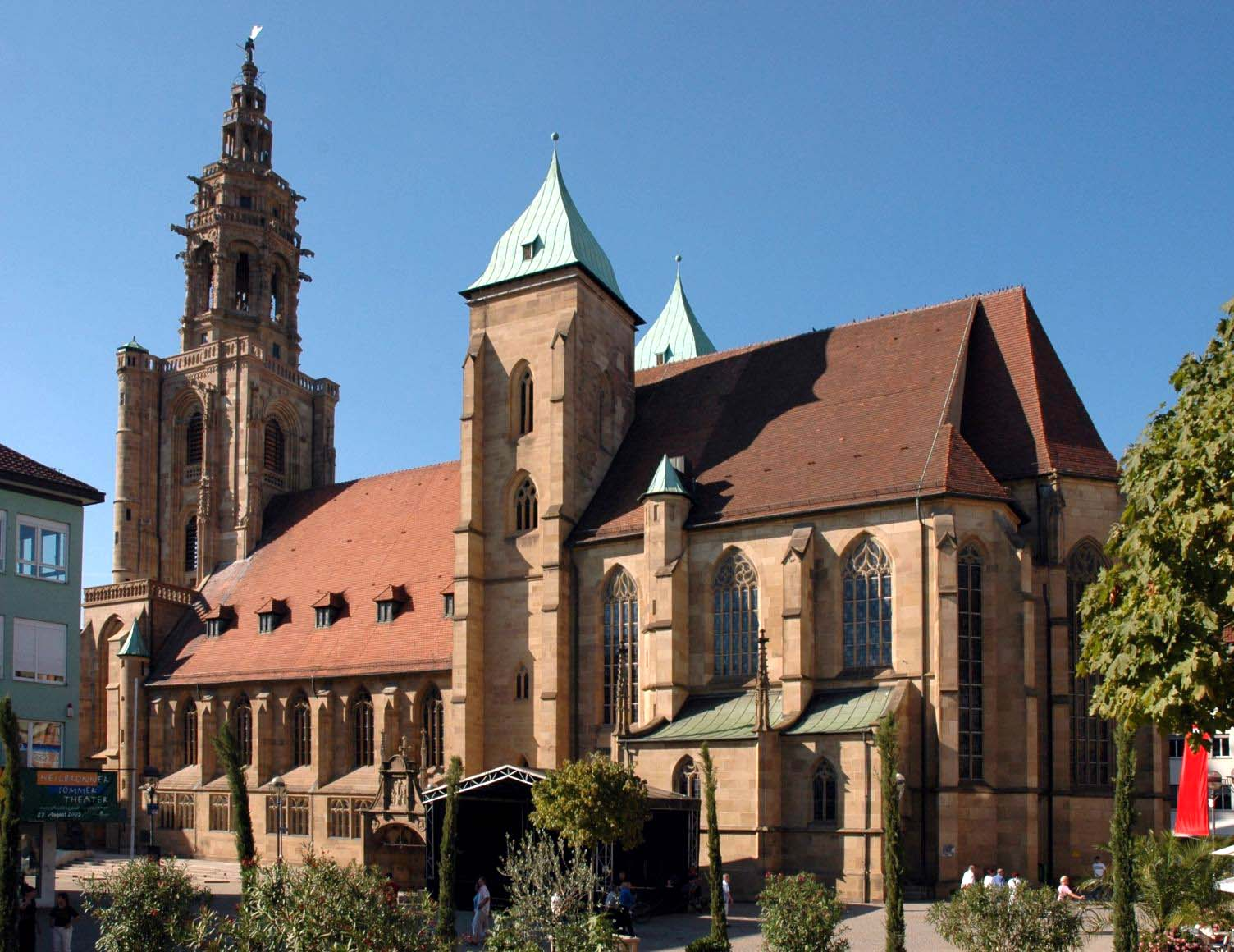
Kilianskirche Heilbronn
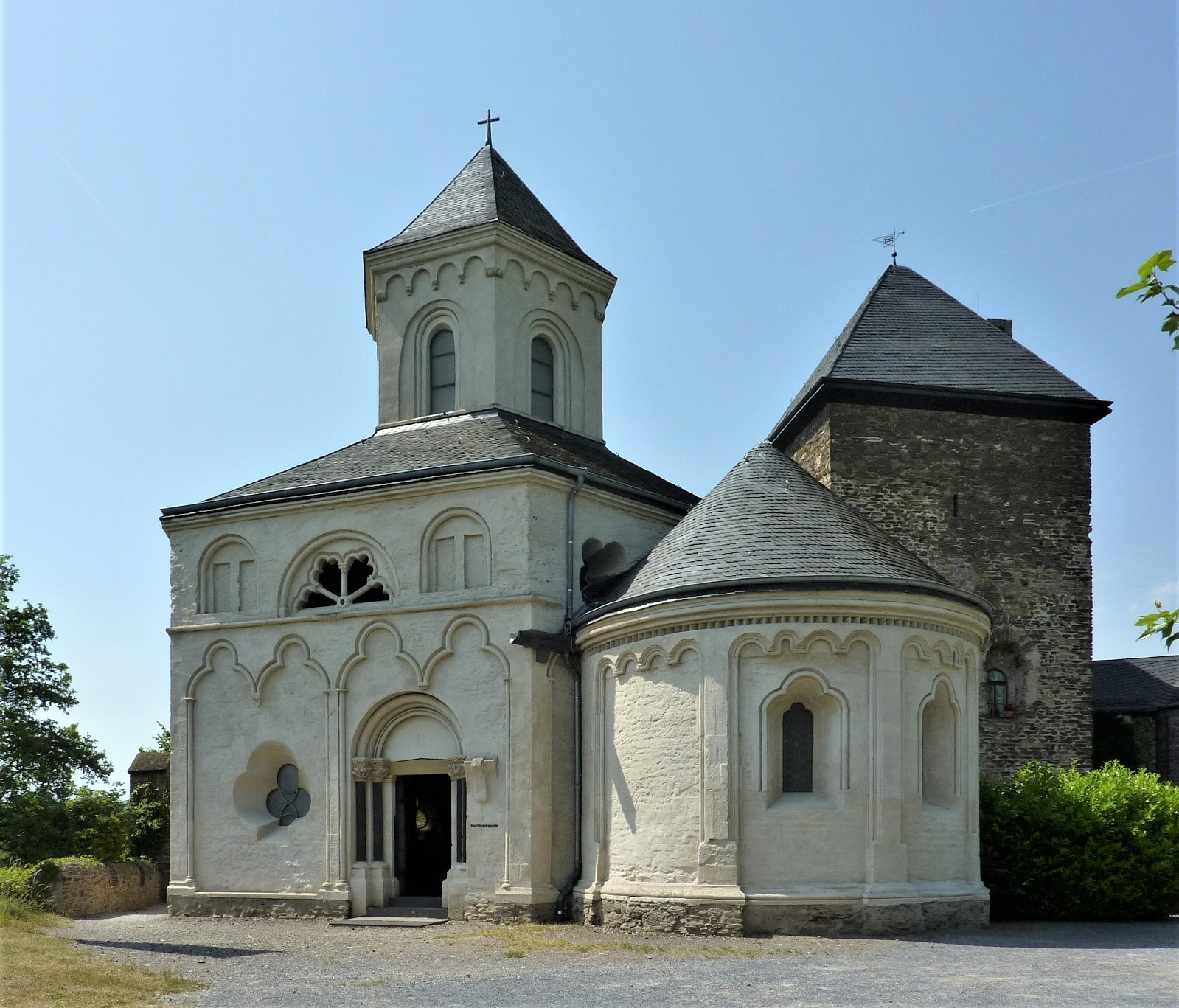
Matthiaskapelle Kobern-Gondorf
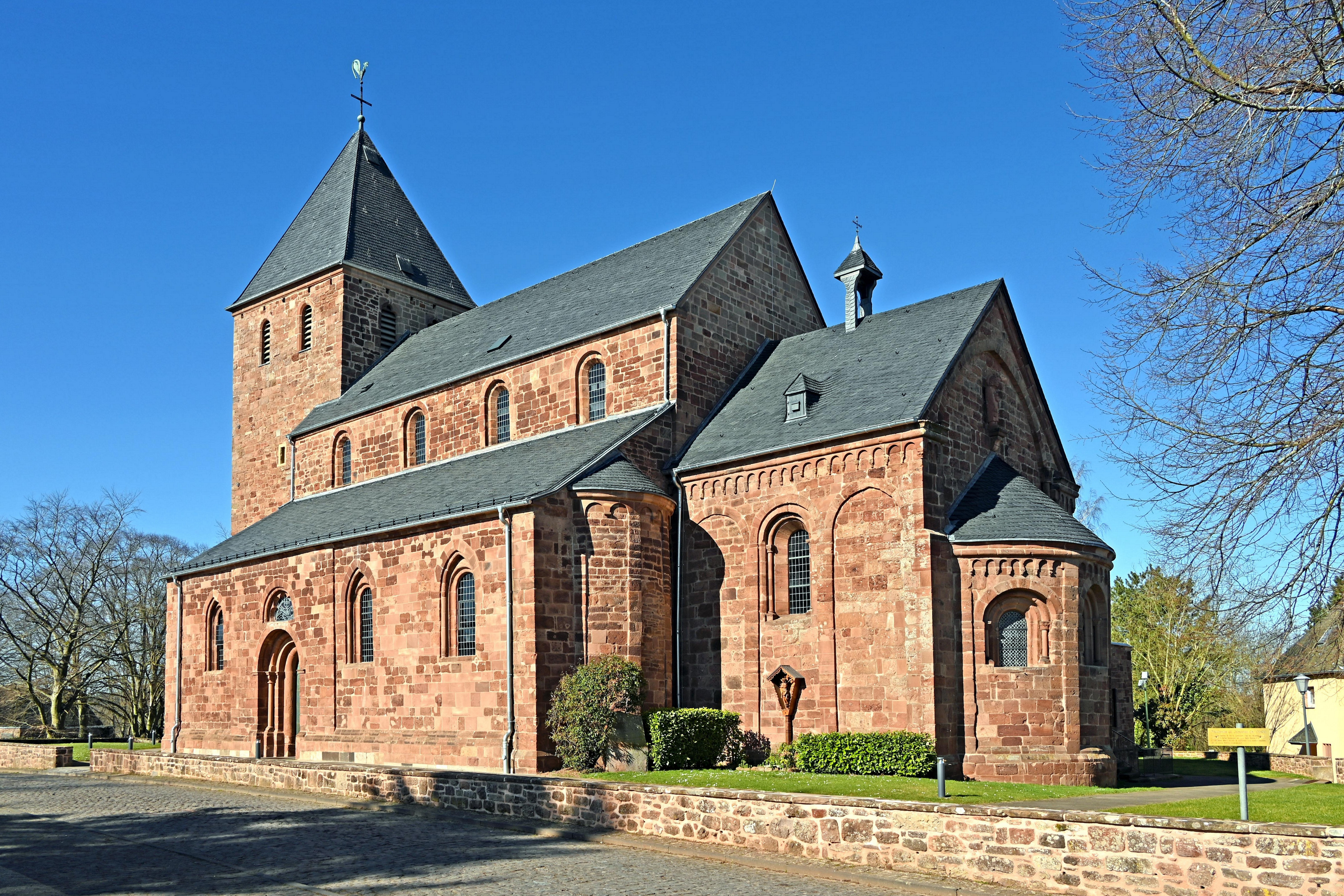
St. Johannes Baptist Nideggen
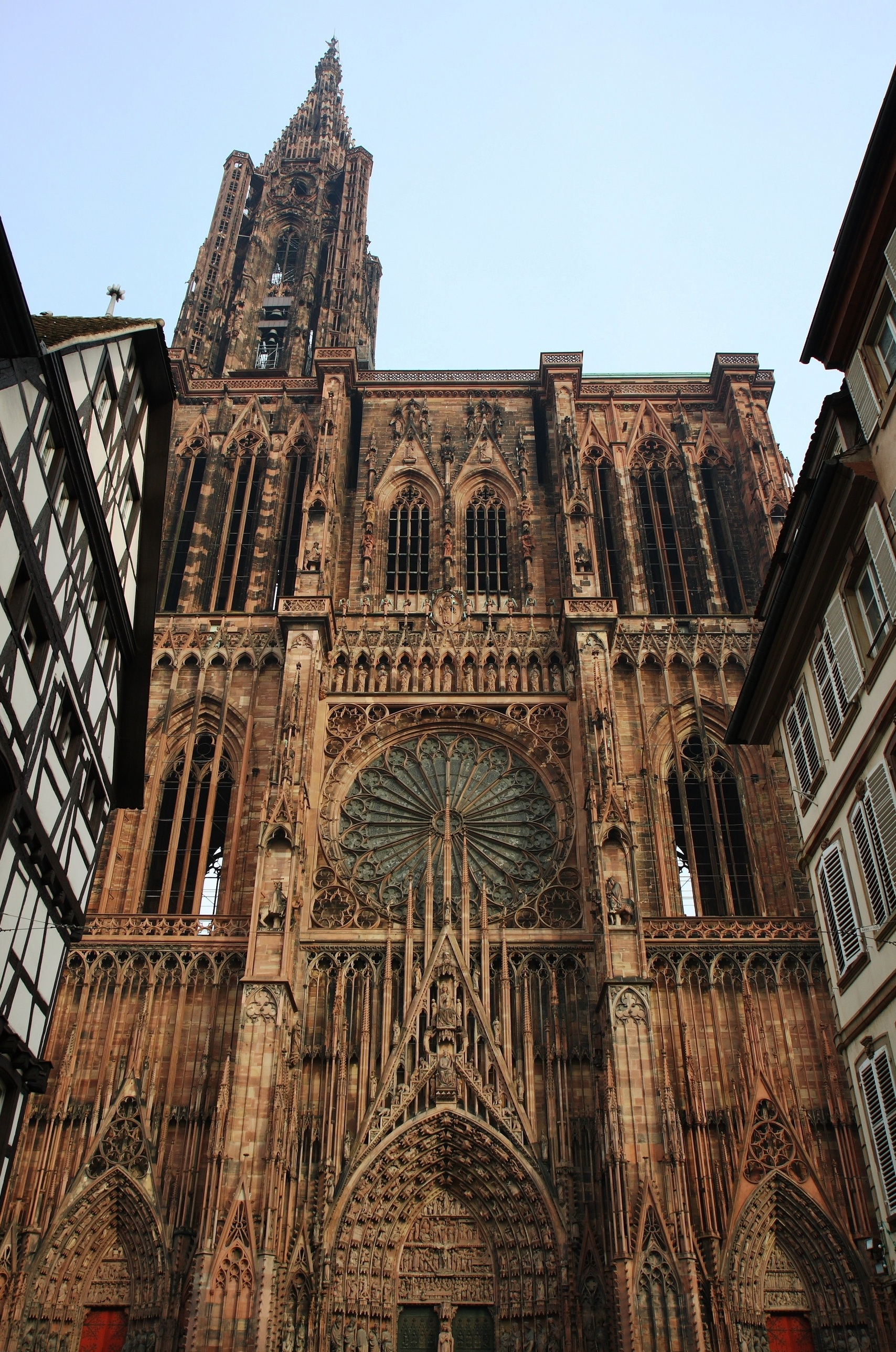
Straßburger Münster
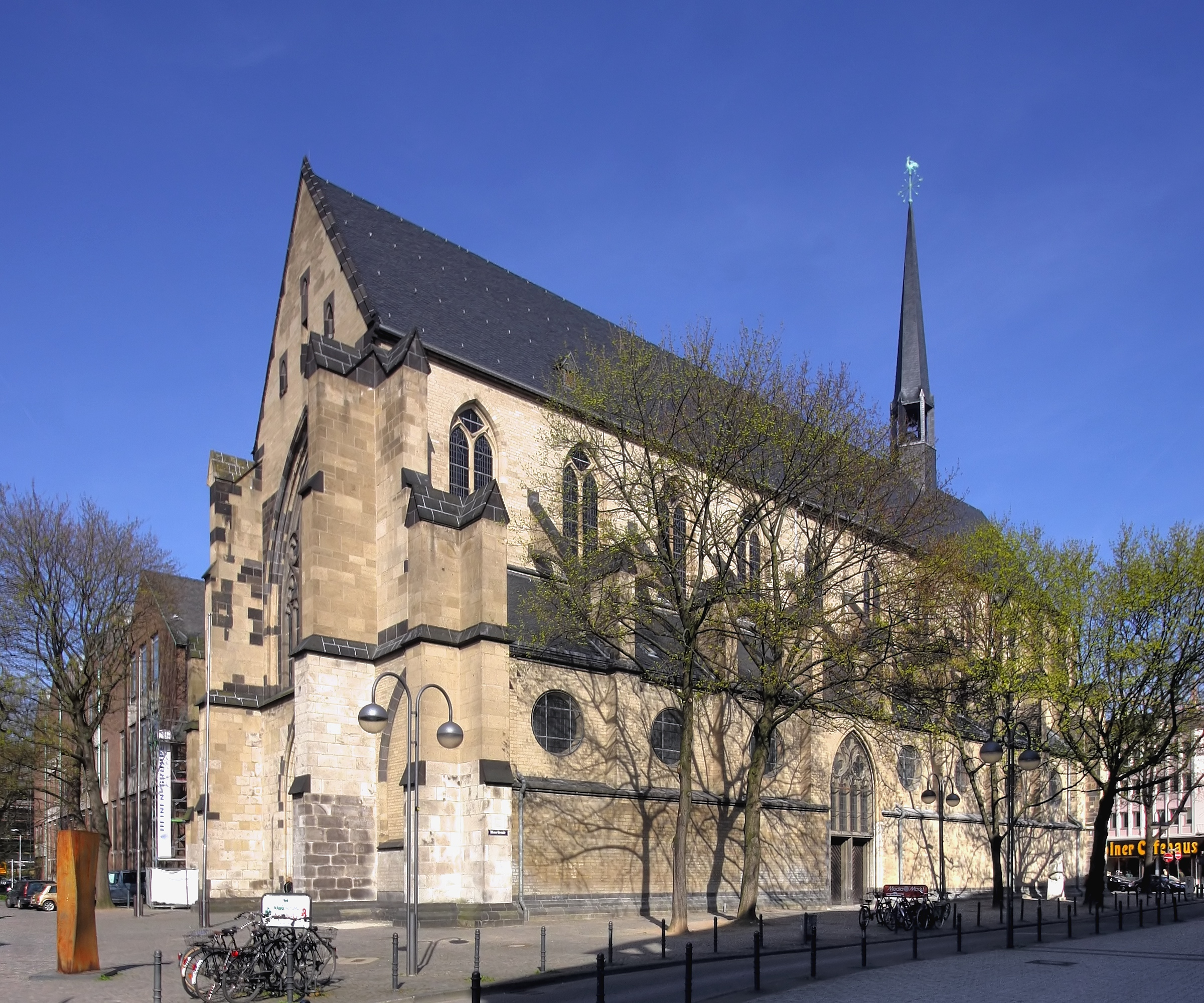
Minoritenkirche Köln
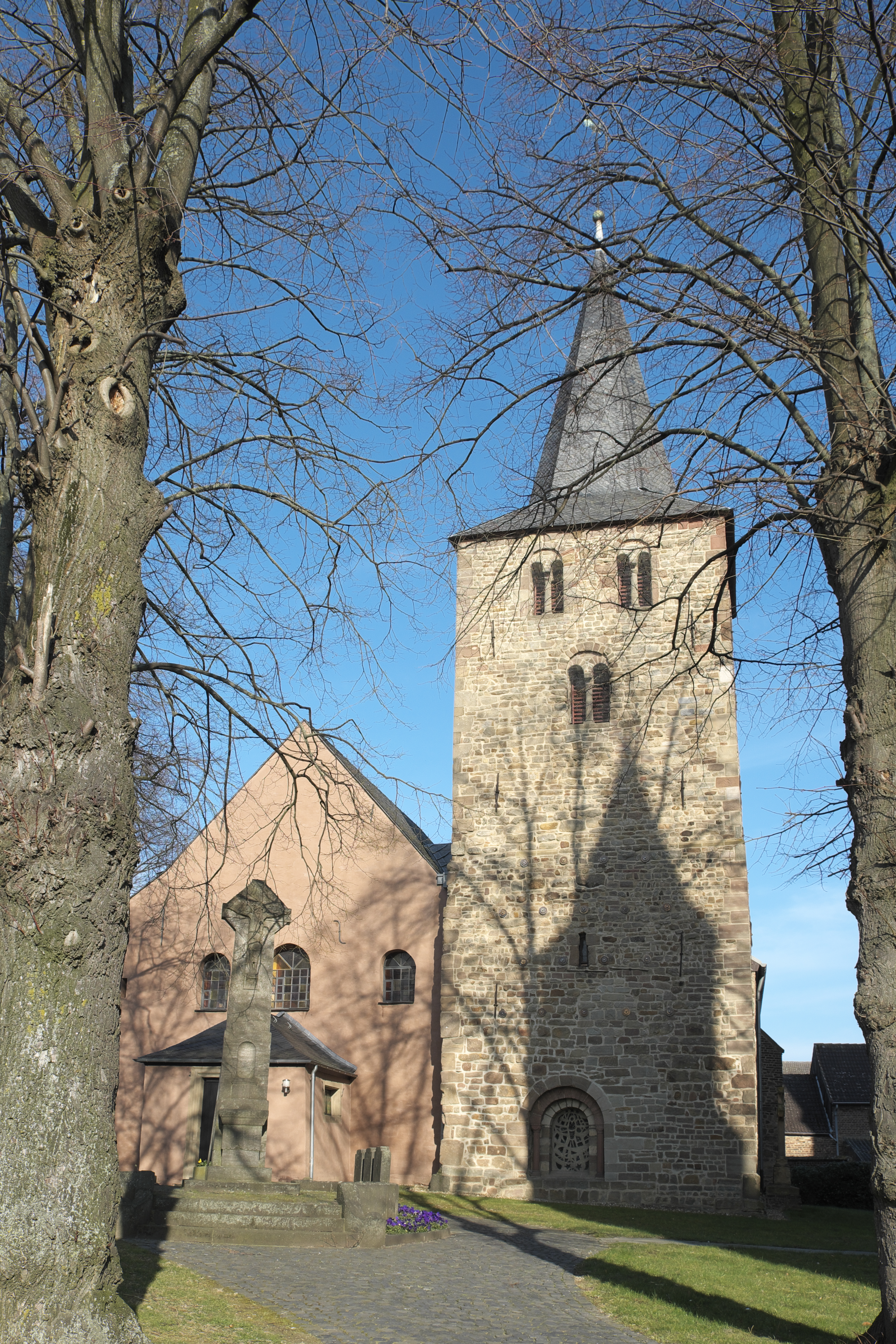
Klein St. Arnold Arnoldsweiler
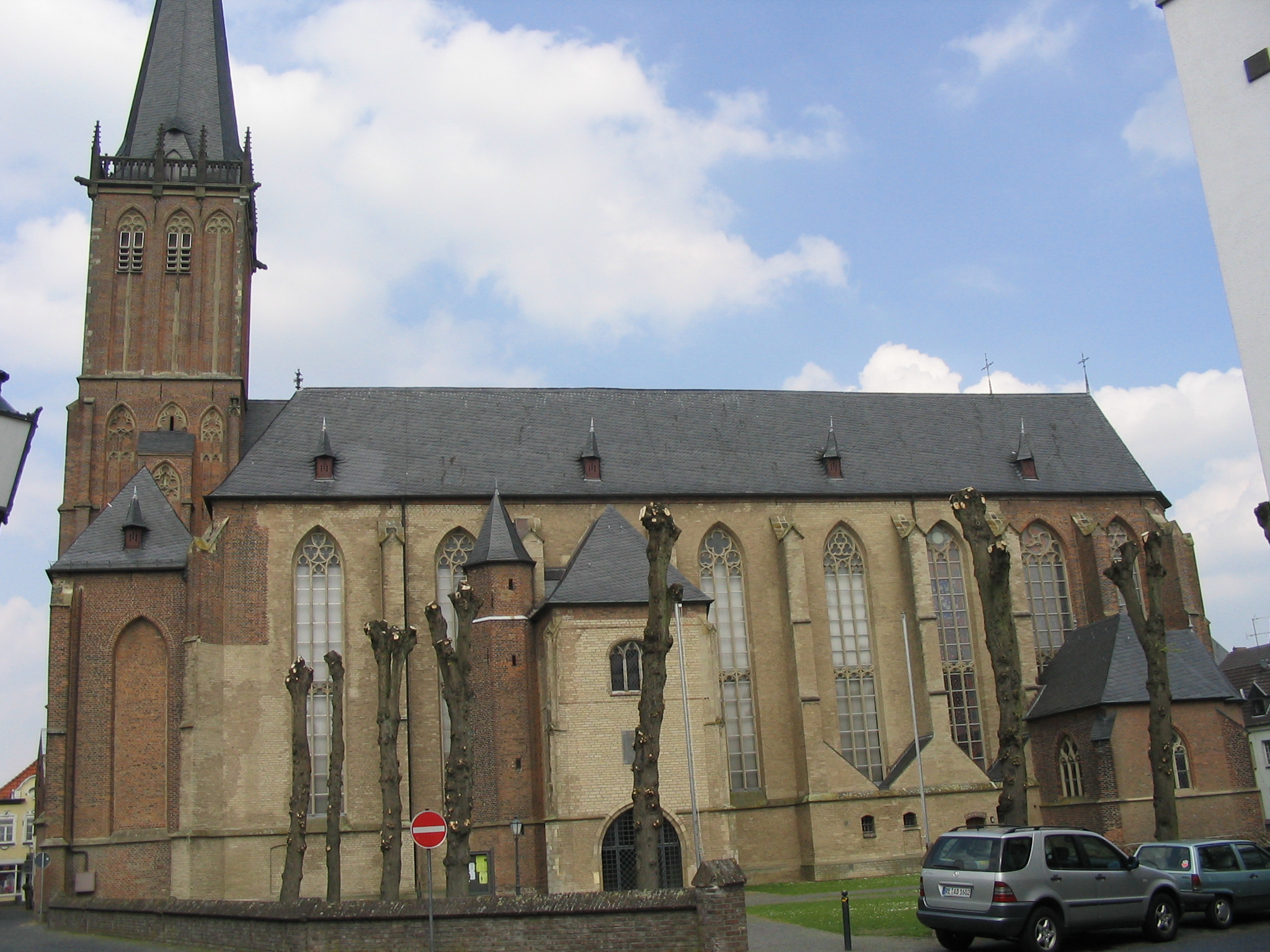
St. Nicolai Kalkar

## Schriften
Arntz veröffentlichte mehr als 100 Schriften zur Architekturgeschichte und zur Baudenkmalpflege. Er war unter anderem Mitautor der Publikation Kunstdenkmäler der Stadt Köln, die in der Reihe Die Kunstdenkmäler der Rheinprovinz unter der Herausgeberschaft von Paul Clemen erschienen.